# Scott Peters (réalisateur)
Pour les articles homonymes, voir Scott Peters.
Scott Peters est un réalisateur, scénariste, créateur et producteur exécutif canadien.

## Biographie
Peters est diplômé de l'Université de Windsor en 1988, et a reçu sa maîtrise à l'Université Loyola Marymount.
En 2004, il cocrée la série Les 4400. 
Le 18 décembre 2007, Scott Peters a annoncé que la série s'arrêtait et qu'il n'y aurait pas de cinquième saison. 
En 2009, il est le créateur de V (2009), remake de la série V des années 1980, initialement créée par Kenneth Johnson. Peters est également crédité producteur exécutif pour la série. ABC, la chaîne qui diffusait la série, a annoncé le 14 mai 2011 qu'il n'y aurait pas de troisième saison.

## Filmographie

### Créateur
- 2009 : V (série télévisée)
- 2004 : Les 4400 (série télévisée)

### Scénariste
- 2009 : V (série télévisée)
- 2004-2007 : Les 4400 (série télévisée)
- 1999-2000 : Au-delà du réel : L'aventure continue : l'Aventure Continue (série télévisée)
- 1995-1996 : Highlander (série télévisée)

### Réalisateur
- 2009 : Harper's Island (série télévisée)
- 2008 : Jericho (série télévisée)
- 2008 : Terminator : Les Chroniques de Sarah Connor (série télévisée)
- 2008 : Burn Notice (série télévisée)
- 2006-2007 : Les 4400 (série télévisée)
- 2018 : Runaways (série télévisée) saison 2, épisode 5

### Acteur
- 1966 : Solo pour une blonde : Capitaine Pat Chambers